# Solianka

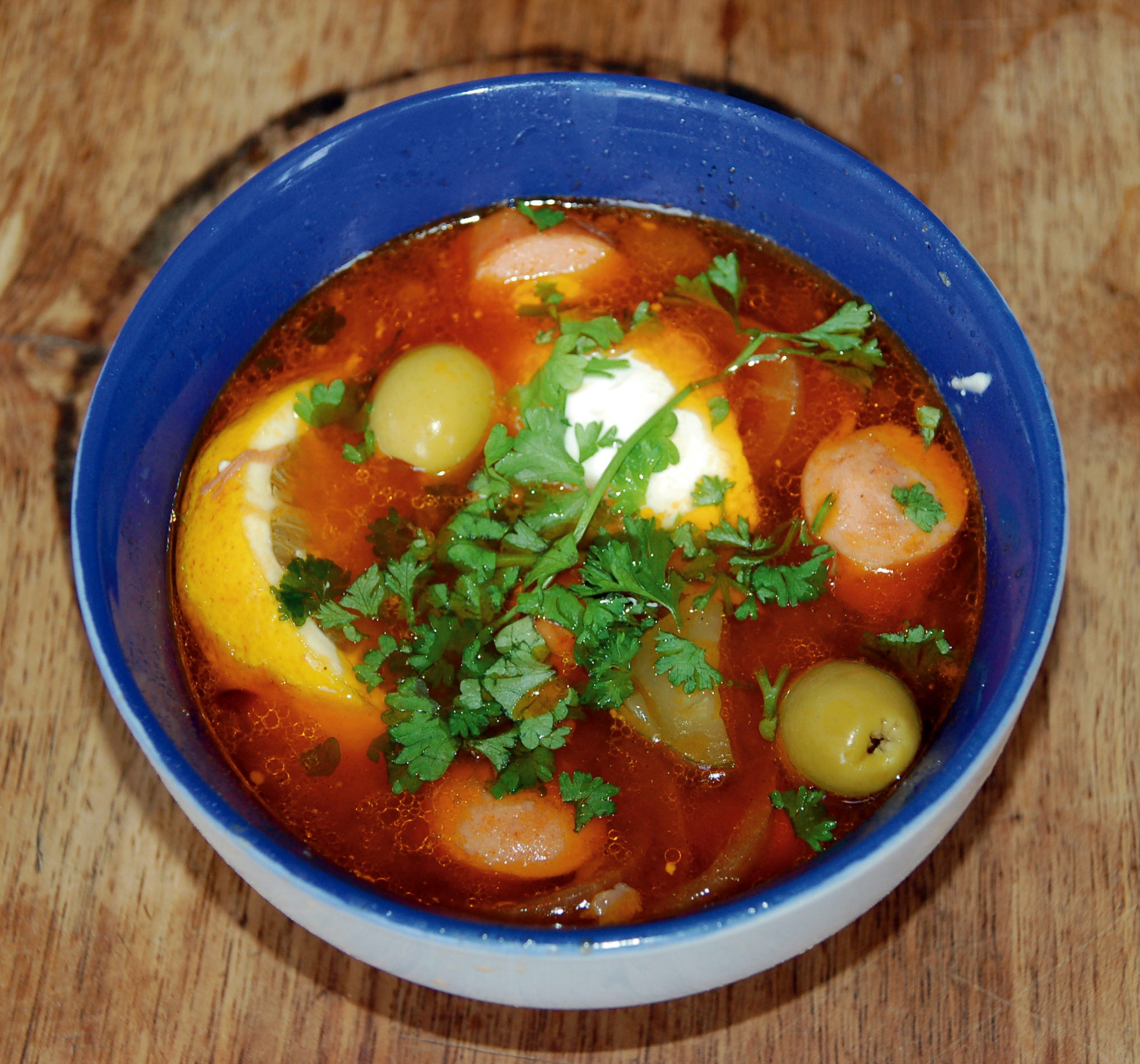
Soljanka con olivas.

Solianka o soljanka (en ruso y ucraniano соля́нка) es una especie de sopa densa de carne o pescado con vegetales encurtidos, muy especiada típica de la cocina rusa y de países de la ex-unión soviética como Ucrania y Letonia. Puede que fuera popular en Ucrania ya en el siglo XVII.[cita requerida] La solyanka es popular en las partes del este de Alemania, donde se puede encontrar en restaurantes y tiendas.

## Tipos

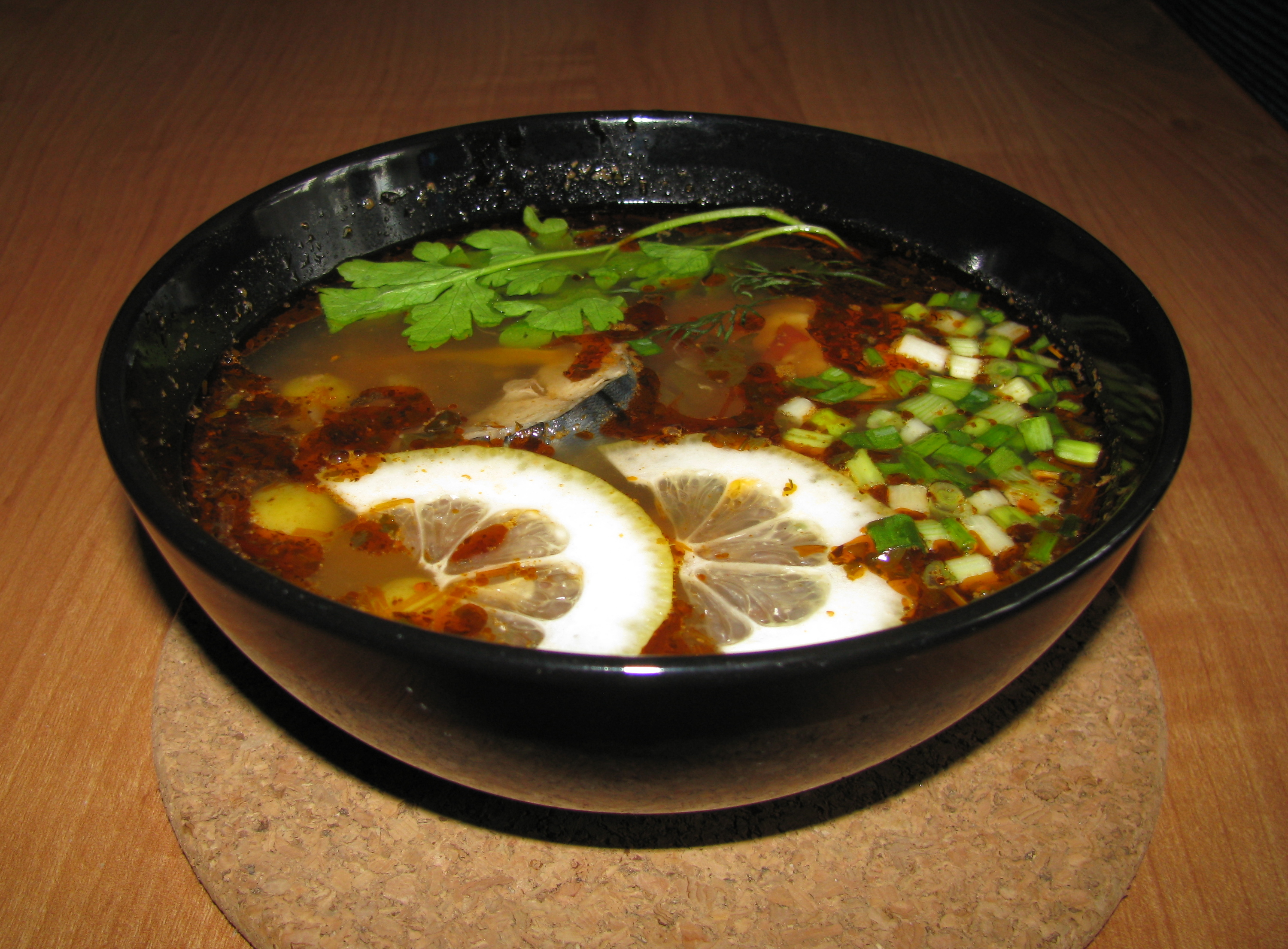
Soljanka de pescado

Existen tres tipos diferentes de soljanka, donde los principales ingredientes son carne, pescado o setas. Todo ellos contienen pepino, pepino encurtido con salmuera, a menudo repollo, seta en salazón, nata y eneldo. La sopa se prepara cocinando los pepinos y añadiendo los otros ingredientes.[cita requerida]